# Segunda Categoría de Imbabura 2018
El Campeonato Provincial de Fútbol de Segunda Categoría de Imbabura 2018 fue un torneo de fútbol en Ecuador en el cual compitieron equipos de la Provincia de Imbabura. El torneo fue organizado por Asociación de Fútbol Profesional de Imbabura (AFI) y avalado por la Federación Ecuatoriana de Fútbol. El torneo empezó el 28 de abril de 2018 y finalizó el 15 de julio de 2018. Participaron 7 clubes de fútbol y entregó 2 cupos al Zonal de Ascenso de la Segunda Categoría 2018 por el ascenso a la Serie B.

## Sistema de campeonato
El sistema determinado por la Asociación de Fútbol Profesional de Imbabura fue el siguiente:
- Se jugó una etapa única con los 7 equipos establecidos, fue todos contra todos ida y vuelta (14 fechas), al final el equipo que terminó en primer y segundo lugar clasificaron a los zonales  de Segunda Categoría 2018 como campeón y vicecampeón respectivamente.

## Equipos participantes
| Equipos participantes           | Equipos participantes | Equipos participantes                            |
| ------------------------------- | --------------------- | ------------------------------------------------ |
|                                 |                       |                                                  |
| Equipo                          | Ciudad                | Estadio                                          |
| Club Deportivo Ibarra           | Ibarra                | Estadio Olímpico de Ibarra                       |
| Imbabura Sporting Club          | Ibarra                | Estadio Olímpico de Ibarra                       |
| San Antonio Fútbol Club         | Urcuquí               | Estadio Rafael Cabrera                           |
| Chivos Fútbol Club              | Otavalo               | Estadio de la Liga Deportiva Cantonal de Otavalo |
| La Cantera Fútbol Club          | Ibarra                | Estadio Olímpico de Ibarra                       |
| Club Atlético Valle del Chota   | Otavalo               | Estadio de la Liga Deportiva Cantonal de Otavalo |
| Club Deportivo Leones del Norte | Atuntaqui             | Estadio Olímpico Jaime Terán                     |

## Equipos por cantón
| Cantón                | N.º | Equipos                                         |
| --------------------- | --- | ----------------------------------------------- |
| Ibarra                | 3   | - Deportivo Ibarra - La Cantera - Imbabura S.C. |
| Otavalo               | 2   | - Atlético Valle del Chota - Chivos F.C.        |
| San Miguel de Urcuquí | 1   | - San Antonio F.C.                              |
| Antonio Ante          | 1   | - Leones del Norte                              |

## Clasificación
| Pos. | Equipo                   | Pts. | PJ | G | E | P  | GF | GC | Dif. |  |
| ---- | ------------------------ | ---- | -- | - | - | -- | -- | -- | ---- |  |
| 1    | Imbabura S.C.            | 30   | 12 | 9 | 3 | 0  | 28 | 7  | +21  |  |
| 2    | Leones del Norte         | 28   | 12 | 9 | 1 | 2  | 44 | 7  | +37  |  |
| 3    | Atlético Valle del Chota | 24   | 12 | 7 | 3 | 2  | 20 | 6  | +14  |  |
| 4    | San Antonio F.C.         | 14   | 12 | 4 | 2 | 6  | 11 | 24 | −13  |  |
| 5    | Deportivo Ibarra         | 11   | 12 | 3 | 2 | 7  | 9  | 35 | −26  |  |
| 6    | La Cantera               | 10   | 12 | 3 | 1 | 8  | 15 | 27 | −12  |  |
| 7    | Chivos F.C.              | 3    | 12 | 1 | 0 | 11 | 9  | 30 | −21  |  |

Actualizado a los partidos jugados el 15 de julio de 2018.
 Fuente: Twitter: @DavidRosasV @diegox_carvajal @publitvecu
Criterios de clasificación: 1) Puntos; 2) Diferencia de goles; 3) Goles marcados
|  | Campeón y clasificado a los zonales de Segunda Categoría 2018.     |
|  | Vicecampeón y clasificado a los zonales de Segunda Categoría 2018. |

## Evolución de la clasificación
| Equipo / Jornada         | 01 | 02 | 03 | 04 | 05 | 06 | 07 | 08 | 09 | 10 | 11 | 12 | 13 | 14 |
| ------------------------ | -- | -- | -- | -- | -- | -- | -- | -- | -- | -- | -- | -- | -- | -- |
| Imbabura S.C.            | 1  | 2  | 1  | 1  | 1  | 2  | 1  | 1  | 1  | 1  | 1  | 1  | 1  | 1  |
| Leones del Norte         | 6  | 5  | 3  | 3  | 3  | 3  | 2  | 2  | 2  | 2  | 3  | 2  | 2  | 2  |
| Atlético Valle del Chota | 3  | 1  | 2  | 2  | 2  | 1  | 3  | 3  | 3  | 3  | 2  | 3  | 3  | 3  |
| San Antonio F.C.         | 2  | 3  | 4  | 4  | 5  | 5  | 5  | 4  | 4  | 4  | 4  | 4  | 4  | 4  |
| Deportivo Ibarra         | 7  | 4  | 5  | 5  | 4  | 4  | 4  | 5  | 5  | 5  | 5  | 5  | 5  | 5  |
| La Cantera               | 4  | 6  | 6  | 6  | 6  | 7  | 7  | 7  | 6  | 6  | 6  | 6  | 6  | 6  |
| Chivos F.C.              | 5  | 7  | 7  | 7  | 7  | 6  | 6  | 6  | 7  | 7  | 7  | 7  | 7  | 7  |

## Resultados
| Imbabura SC              | 4 - 0      | Deportivo Ibarra | Olímpico de Ibarra   | 28 de abril | 15:00      |
| Atlético Valle del Chota | 1 - 0      | Leones del Norte | Municipal de Otavalo | 28 de abril | 16:00      |
| Chivos FC                | 0 - 1      | San Antonio FC   | Olímpico de Ibarra   | 29 de abril | 11:00      |
| Libre:                   | La Cantera | La Cantera       | La Cantera           | La Cantera  | La Cantera |

| Leones del Norte | 2 - 2     | Imbabura SC              | Olímpico Jaime Terán | 5 de mayo | 16:00     |
| Deportivo Ibarra | 3 - 2     | La Cantera               | Olímpico de Ibarra   | 6 de mayo | 12:00     |
| San Antonio FC   | 0 - 1     | Atlético Valle del Chota | Rafael Cabrera       | 6 de mayo | 12:00     |
| Libre:           | Chivos FC | Chivos FC                | Chivos FC            | Chivos FC | Chivos FC |

| Chivos FC                | 1 - 3            | Leones del Norte | Olímpico de Ibarra   | 11 de mayo       | 16:00            |
| Imbabura SC              | 2 - 1            | San Antonio FC   | Olímpico de Ibarra   | 12 de mayo       | 16:00            |
| Atlético Valle del Chota | 1 - 1            | La Cantera       | Municipal de Otavalo | 12 de mayo       | 16:00            |
| Libre:                   | Deportivo Ibarra | Deportivo Ibarra | Deportivo Ibarra     | Deportivo Ibarra | Deportivo Ibarra |

| La Cantera     | 2 - 4            | Imbabura SC              | Olímpico de Ibarra | 16 de mayo       | 16:00            |
| San Antonio FC | 1 - 1            | Deportivo Ibarra         | Rafael Cabrera     | 16 de mayo       | 16:00            |
| Chivos FC      | 0 - 1            | Atlético Valle del Chota | Olímpico de Ibarra | 17 de mayo       | 14:00            |
| Libre:         | Leones del Norte | Leones del Norte         | Leones del Norte   | Leones del Norte | Leones del Norte |

| Imbabura SC      | 1 - 1          | Atlético Valle del Chota | Olímpico de Ibarra   | 19 de mayo     | 16:00          |
| Leones del Norte | 3 - 1          | La Cantera               | Olímpico Jaime Terán | 19 de mayo     | 16:00          |
| Deportivo Ibarra | 2 - 1          | Chivos FC                | Olímpico de Ibarra   | 20 de mayo     | 14:00          |
| Libre:           | San Antonio FC | San Antonio FC           | San Antonio FC       | San Antonio FC | San Antonio FC |

| Atlético Valle del Chota | 1 - 1       | Deportivo Ibarra | Municipal de Otavalo | 26 de mayo  | 16:00       |
| San Antonio FC           | 0 - 7       | Leones del Norte | Rafael Cabrera       | 27 de mayo  | 12:00       |
| La Cantera               | 1 - 3       | Chivos FC        | Olímpico de Ibarra   | 27 de mayo  | 16:00       |
| Libre:                   | Imbabura SC | Imbabura SC      | Imbabura SC          | Imbabura SC | Imbabura SC |

| Chivos FC        | 1 - 3                    | Imbabura SC              | Olímpico de Ibarra       | 2 de junio               | 16:00                    |
| La Cantera       | 1 - 2                    | San Antonio FC           | Olímpico de Ibarra       | 3 de junio               | 12:00                    |
| Leones del Norte | 4 - 0                    | Deportivo Ibarra         | Olímpico Jaime Terán     | 3 de junio               | 12:00                    |
| Libre:           | Atlético Valle del Chota | Atlético Valle del Chota | Atlético Valle del Chota | Atlético Valle del Chota | Atlético Valle del Chota |

| San Antonio FC   | 2 - 0      | Chivos FC                | Rafael Cabrera       | 9 de junio  | 14:00      |
| Leones del Norte | 1 - 0      | Atlético Valle del Chota | Olímpico Jaime Terán | 9 de junio  | 16:00      |
| Deportivo Ibarra | 0 - 1      | Imbabura SC              | Olímpico de Ibarra   | 10 de junio | 12:00      |
| Libre:           | La Cantera | La Cantera               | La Cantera           | La Cantera  | La Cantera |

| Atlético Valle del Chota | 3 - 1     | San Antonio FC   | Municipal de Otavalo | 15 de junio | 16:00     |
| Imbabura SC              | 1 - 0     | Leones del Norte | Olímpico de Ibarra   | 16 de junio | 16:00     |
| La Cantera               | 2 - 0     | Deportivo Ibarra | Olímpico de Ibarra   | 17 de junio | 12:00     |
| Libre:                   | Chivos FC | Chivos FC        | Chivos FC            | Chivos FC   | Chivos FC |

| San Antonio FC   | 0 - 0            | Imbabura SC              | Rafael Cabrera       | 23 de junio      | 14:00            |
| La Cantera       | 0 - 5            | Atlético Valle del Chota | Olímpico de Ibarra   | 23 de junio      | 14:00            |
| Leones del Norte | 3 - 1            | Chivos FC                | Olímpico Jaime Terán | 23 de junio      | 16:00            |
| Libre:           | Deportivo Ibarra | Deportivo Ibarra         | Deportivo Ibarra     | Deportivo Ibarra | Deportivo Ibarra |

| Atlético Valle del Chota | 4 - 0            | Chivos FC        | Municipal de Otavalo | 27 de junio      | 16:00            |
| Imbabura SC              | 3 - 0            | La Cantera       | Olímpico de Ibarra   | 27 de junio      | 16:00            |
| Deportivo Ibarra         | 0 - 3            | San Antonio FC   | San Miguel           | 28 de junio      | 16:00            |
| Libre:                   | Leones del Norte | Leones del Norte | Leones del Norte     | Leones del Norte | Leones del Norte |

| La Cantera               | 0 - 2          | Leones del Norte | Olímpico de Ibarra   | 30 de junio    | 12:00          |
| Atlético Valle del Chota | 0 - 1          | Imbabura SC      | Municipal de Otavalo | 30 de junio    | 16:00          |
| Chivos FC                | 1 - 2          | Deportivo Ibarra | Olímpico de Ibarra   | 1 de julio     | 12:00          |
| Libre:                   | San Antonio FC | San Antonio FC   | San Antonio FC       | San Antonio FC | San Antonio FC |

| Leones del Norte | 6 - 0       | San Antonio FC           | Olímpico Jaime Terán | 7 de julio  | 16:00       |
| Chivos FC        | 1 - 2       | La Cantera               | Olímpico de Ibarra   | 7 de julio  | 16:00       |
| Deportivo Ibarra | 0 - 2       | Atlético Valle del Chota | Olímpico de Ibarra   | 8 de julio  | 12:00       |
| Libre:           | Imbabura SC | Imbabura SC              | Imbabura SC          | Imbabura SC | Imbabura SC |

| San Antonio FC   | 0 - 3                    | La Cantera               | Jesús del Gran Poder     | 12 de julio              | 16:00                    |
| Imbabura SC (C)  | 6 - 0                    | Chivos FC                | Olímpico de Ibarra       | 14 de julio              | 16:00                    |
| Deportivo Ibarra | 0 - 13                   | Leones del Norte         | Olímpico de Ibarra       | 15 de julio              | 12:00                    |
| Libre:           | Atlético Valle del Chota | Atlético Valle del Chota | Atlético Valle del Chota | Atlético Valle del Chota | Atlético Valle del Chota |

## Campeón
| |
| Imbabura Sporting Club 7.° título Clasifica a los zonales de la Segunda Categoría 2018. - También clasifica Club Deportivo Leones del Norte como vicecampeón. |

## Goleadores
- Actualizado el 5 de mayo de 2018

| Jugador            | Equipo           | Goles |
| ------------------ | ---------------- | ----- |
| 1. Carlos Lara     | Deportivo Ibarra | 2     |
| 2. Leyder Piñan    | Imbabura S.C.    | 2     |
| 3. Javier Billalba | La Cantera       | 2     |
| 4. Henry Calderón  | Imbabura S.C.    | 1     |